# شبدر رگه‌دار
شبدر رگه‌دار، شبدر مفصل‌دار (نام علمی: Trifolium striatum) نام یک گونه از سرده شبدر است.